# Båstads Tidning (1895)
Båstads Tidning hette en dagstidning utgiven från 15 december provnummer 1, och provnummer 2 22 december 1894, samt  sedan regelbundet från 3 januari 1895 till 6 december 1897, då den bytte titel till Båstad-Posten.Tidningen hade den  fullständiga titel Båstads Tidning /Organ för köpingen och omnejd samt Grefvie, Vestra Karup, Houf och Torekow .

## Tryckning och utgivare
Tidningen trycktes i  Norra Skånes tryckeri med antikva som typsnitt. Tidningen kom ut 3 dagar i veckan tisdag, torsdag och lördag med 4 sidor i folioformat och 5 spalter på 47,5 x 35,4 cm satsyta till ett pris av 4 kronor helåret. Utgivningsort var Ängelholm. Utgivningsbevis  för tidningen utfärdades för filosofie kandidaten Jakob Fagerström 10 december 1894 och tidningen fortsatte som Båstads-Posten .